# Fontaine Sainte-Barbe
La fontaine Sainte-Barbe est une fontaine située sur le territoire de la commune de Moustoir-Ac.

## Localisation
Elle est située en milieu rural, à environ 350 m à l'ouest du lieu-dit Villeneuve-le-Bourg, à Moustoir-Ac, dans le Morbihan. Elle se tient à flanc de colline, au milieu des champs, rendant visible toute la région alentour depuis le site.

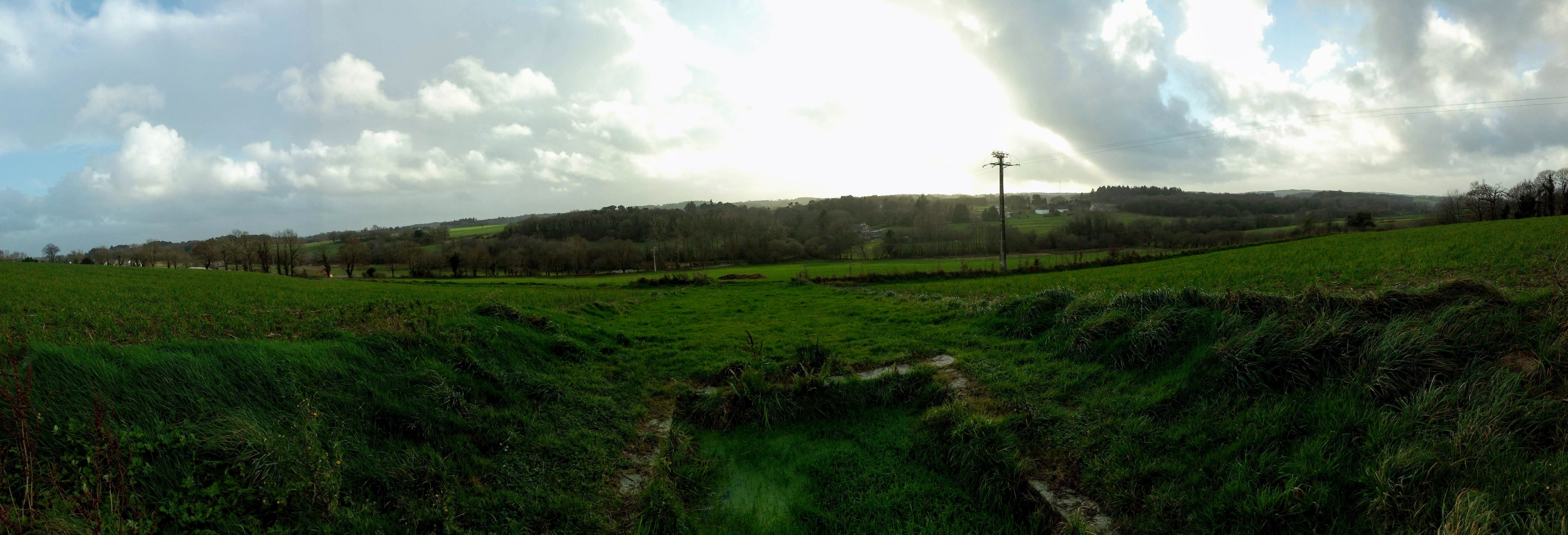
Panorama de la vue depuis la fontaine.

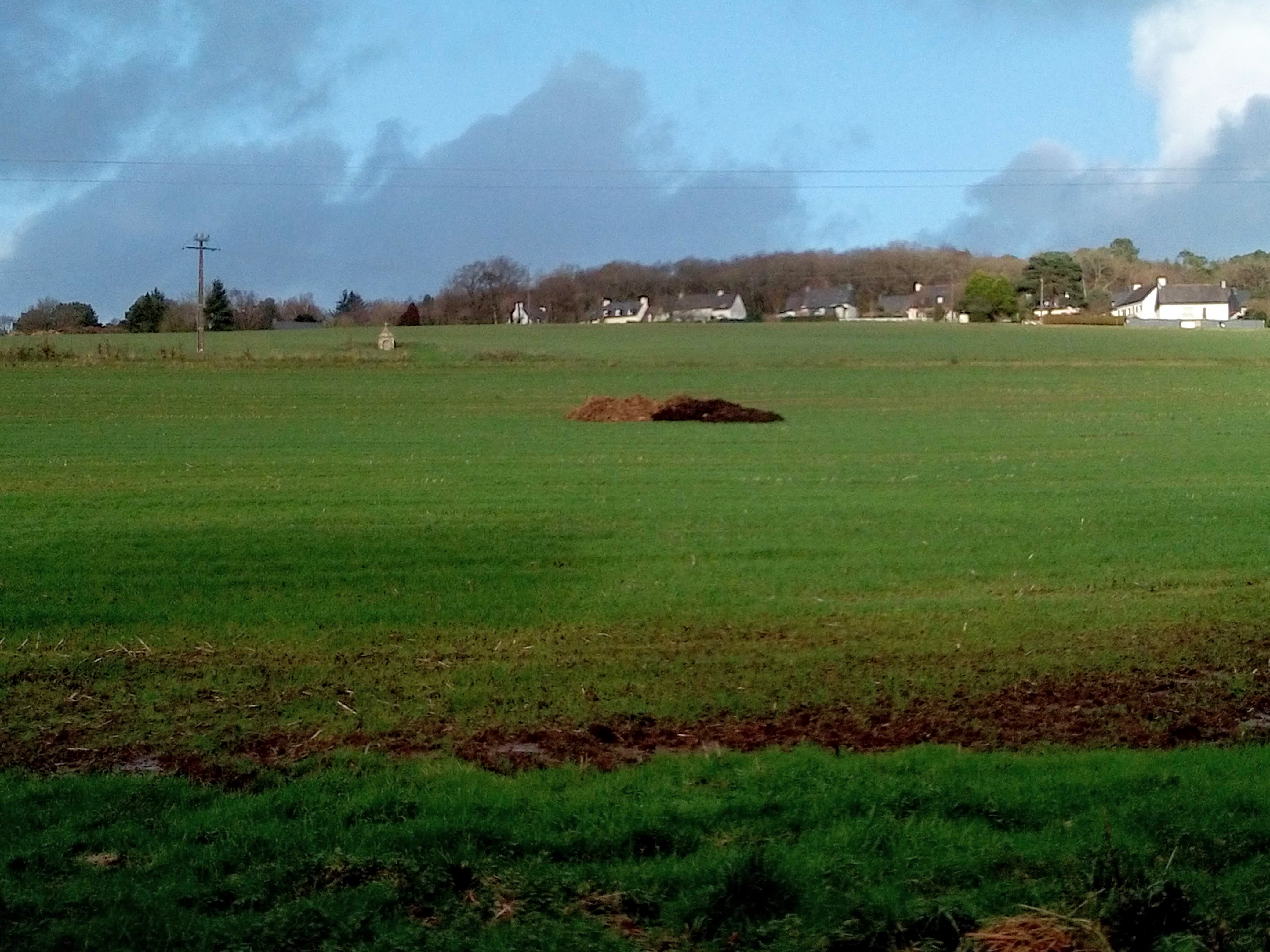
La fontaine vue de loin avec le bourg de Moustoir-Ac en arrière plan.

## Historique
La fontaine est datée de 1706. Les ruraux lançait des pièces dans le bassin pour se prémunir du feu et de l'orage. L'argent recueilli pourvoyait ainsi aux célébrations pour les défunts.

## Architecture
Elle est semblable à la fontaine de Bodéno, situé également à Moustoir-Ac, avec son arcade cintrée autrefois fermée par une grille et ses niches jumelles qui abritaient les statues de la Vierge et de sainte Barbe. Elle est construite en granite. Le fronton triangulaire est orné d'une croix et porte la date de 1706. Elle est construite au bord d'un petit bassin rempli d'eau.

## Pardon
Tous les premiers dimanches d'août, un pardon est célébré à la fontaine. Les fidèles portent des bannières et la statue de la sainte patronne, puis ils célèbrent le feu de joie.

## Galerie

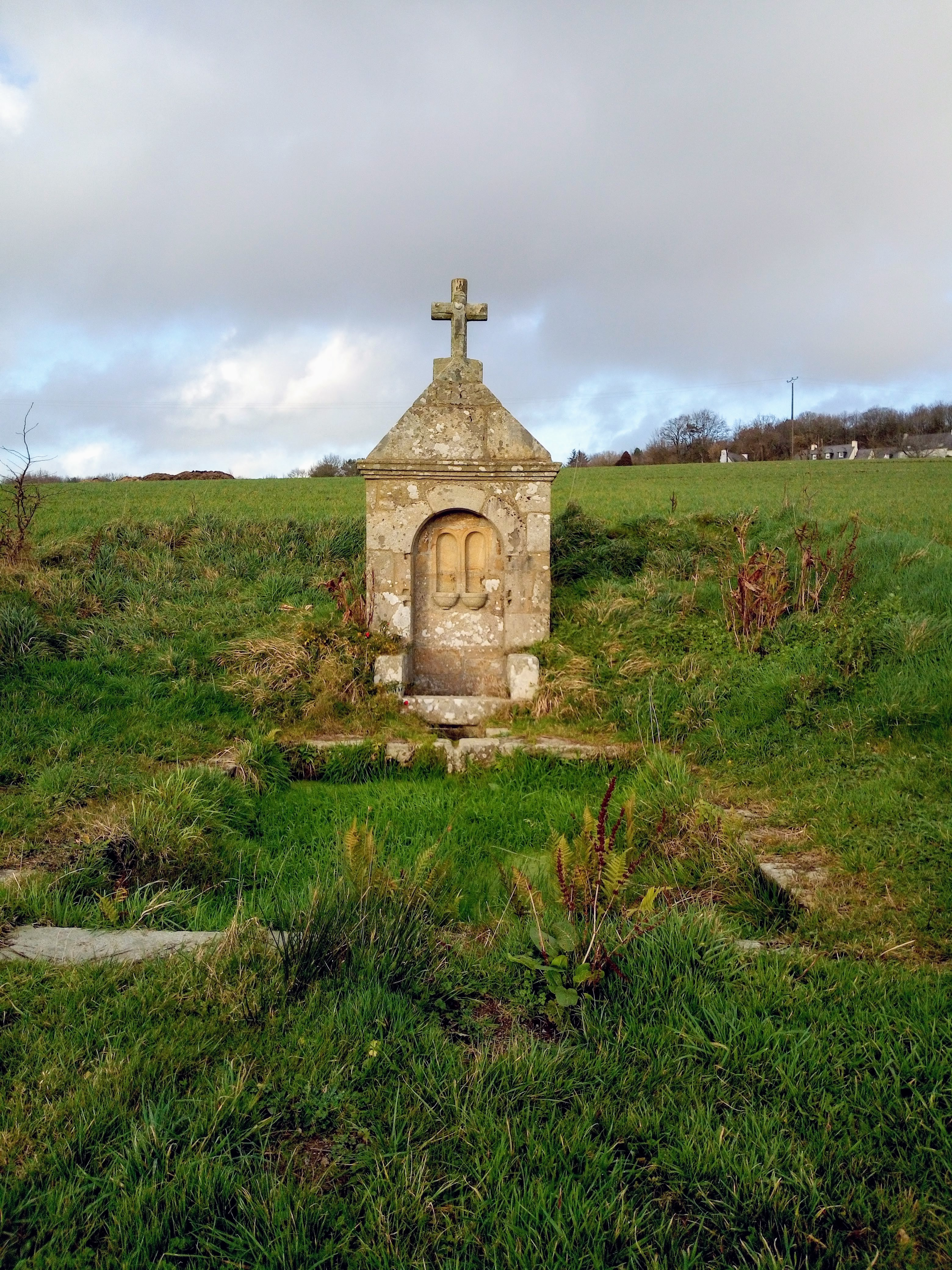
La fontaine Sainte-Barbe.
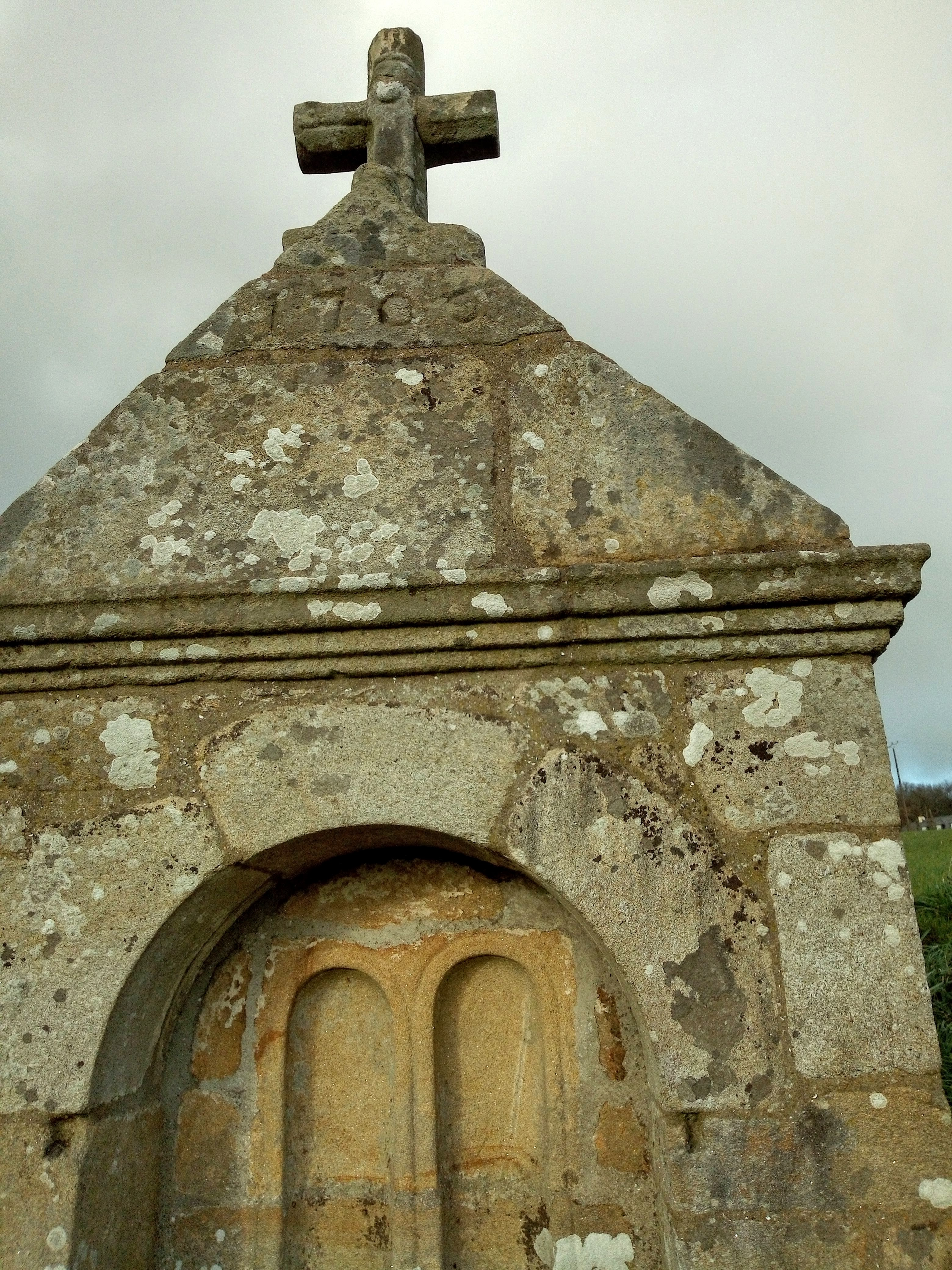
Vue sur son fronton orné d'une croix avec la date de 1706.
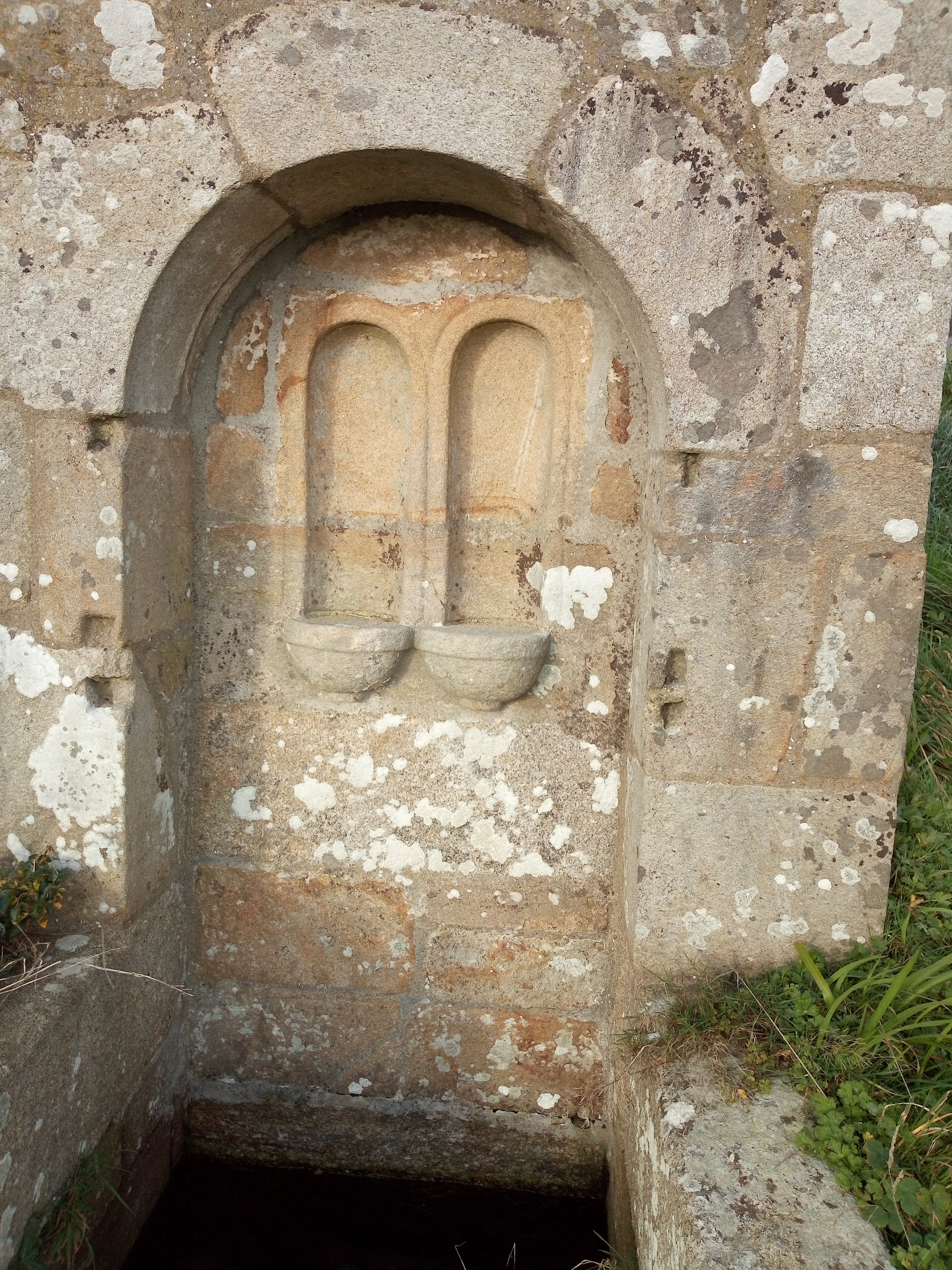
Vue sur son arcade cintrée et ses niches jumelles.